# Herrarnas K-2 500 meter i kanotsport vid olympiska sommarspelen 1980
Herrarnas K-2 500 meter vid olympiska sommarspelen 1984 hölls på Man-made Basin i Moskva. 

## Medaljörer
| Gren          | Guld                                               | Silver                                        | Brons                                   |
| K-2 500 meter | Sovjetunionen Vladimir Parfenovitj Sergei Tjuchraj | Spanien Herminio Menéndez Guillermo del Riego | Östtyskland Rüdiger Helm Bernd Olbricht |

## Resultat

### Heat
| Heat 1 |                                                 |               |    |
| 1.     | Rüdiger Helm och Bernd Olbricht (GDR)           | 1:35,36       | QS |
| 2.     | Barry Kelly och Robert Lee (AUS)                | 1:36,31       | QS |
| 3.     | László Szabó och Zoltán Romhányi (HUN)          | 1:36,99       | QS |
| 4.     | Alexandru Giura och Ion Bîrlădeanu (ROU)        | 1:37,34       | QR |
| 5.     | Jens Nordqvist och Thomas Ohlsson (SWE)         | 1:38,13       | QR |
| 6.     | Antonio Mastrandrea och Danio Merli (ITA)       | 1:39,84       | QR |
| -      | Slavcho Mangarakov och Boiko Savov (BUL)        | Did not start |    |
| Heat 2 |                                                 |               |    |
| 1.     | Vladimir Parfenovitj och Sergei Tjuchraj (URS)  | 1:33,75       | QS |
| 2.     | Wolfgang Hartl och Werner Bachmayer (AUT)       | 1:36,66       | QS |
| 3.     | Waldemar Merk och Zdzisław Szubski (POL)        | 1:41,24       | QS |
| 4.     | Ron Stevens och Gert Jan Lebbnik (NED)          | 1:37,15       | QR |
| 5.     | Peter Ammann och Dionys Thalmann (SUI)          | 1:39,14       | QR |
| 6.     | Alan Thompson och Geoffrey Walker (NZL)         | 1:39,30       | QR |
| 7.     | Christopher Ballard och Neil Robson (GBR)       | 1:40,33       | QR |
| Heat 3 |                                                 |               |    |
| 1.     | Herminio Menéndez och Guillermo del Riego (ESP) | 1:34,16       | QS |
| 2.     | Francis Hervieu och Alain Lebas (FRA)           | 1:34,61       | QS |
| 3.     | Jiří Svoboda och Vladimír Dolejš (TCH)          | 1:36,29       | QS |
| 4.     | Jose Marrero och Reynoldo Cunill (CUB)          | 1:36,49       | QR |
| 5.     | Jacky Alders och Gaëtans Frys (BEL)             | 1:43,31       | QR |
| -      | Milan Janić och Jovan Djolić (YUG)              | Startade inte |    |

### Återkval
| Återkval 1 |                                           |         |    |
| 1.         | Alexandru Giura och Ion Bîrlădeanu (ROU)  | 1:38,55 | QS |
| 2.         | Antonio Mastrandrea och Danio Merli (ITA) | 1:39,64 | QS |
| 3.         | Christopher Ballard och Neil Robson (GBR) | 1:39,95 | QS |
| 4.         | Jacky Alders och Gaëtans Frys (BEL)       | 1:40,43 |    |
| 5.         | Peter Ammann och Dionys Thalmann (SUI)    | 1:40,92 |    |
| Återkval 2 |                                           |         |    |
| 1.         | Jose Marrero och Reynoldo Cunill (CUB)    | 1:37,85 | QS |
| 2.         | Alan Thompson och Geoffrey Walker (NZL)   | 1:39,32 | QS |
| 3.         | Jens Nordqvist och Thomas Ohlsson (SWE)   | 1:39,89 | QS |
| 4.         | Ron Stevens och Gert Jan Lebbnik (NED)    | 1:41,03 |    |

### Semifinaler
| Semifinal 1 |                                                 |         |    |
| 1.          | Rüdiger Helm och Bernd Olbricht (GDR)           | 1:35,88 | QF |
| 2.          | Alexandru Giura och Ion Bîrlădeanu (ROU)        | 1:36,90 | QF |
| 3.          | Jens Nordqvist och Thomas Ohlsson (SWE)         | 1:37,42 | QF |
| 4.          | Jiří Svoboda och Vladimír Dolejš (TCH)          | 1:37,89 |    |
| 5.          | Wolfgang Hartl och Werner Bachmayer (AUT)       | 1:39,04 |    |
| Semifinal 2 |                                                 |         |    |
| 1.          | Vladimir Parfenovitj och Sergei Tjuchraj (URS)  | 1:34,71 | QF |
| 2.          | Francis Hervieu och Alain Lebas (FRA)           | 1:36,04 | QF |
| 3.          | László Szabó och Zoltán Romhányi (HUN)          | 1:36,98 | QF |
| 4.          | Jose Marrero och Reynoldo Cunill (CUB)          | 1:37,20 |    |
| 5.          | Christopher Ballard och Neil Robson (GBR)       | 1:41,37 |    |
| Semifinal 3 |                                                 |         |    |
| 1.          | Herminio Menéndez och Guillermo del Riego (ESP) | 1:35,59 | QF |
| 2.          | Barry Kelly och Robert Lee (AUS)                | 1:36,63 | QF |
| 3.          | Waldemar Merk och Zdzisław Szubski (POL)        | 1:37,45 | QF |
| 4.          | Alan Thompson och Geoffrey Walker (NZL)         | 1:38,38 |    |
| 5.          | Antonio Mastrandrea och Danio Merli (ITA)       | 1:41,23 |    |

### Final
| Gold   | Vladimir Parfenovitj och Sergei Tjuchraj (URS)  | 1:32,38 |
| Silver | Herminio Menéndez och Guillermo del Riego (ESP) | 1:33,65 |
| Bronze | Rüdiger Helm och Bernd Olbricht (GDR)           | 1:34,00 |
| 4.     | Francis Hervieu och Alain Lebas (FRA)           | 1:36,22 |
| 5.     | Barry Kelly och Robert Lee (AUS)                | 1:36,81 |
| 6.     | Alexandru Giura och Ion Bîrlădeanu (ROU)        | 1:36,96 |
| 7.     | Waldemar Merk och Zdzisław Szubski (POL)        | 1:37,20 |
| 8.     | László Szabó och Zoltán Romhányi (HUN)          | 1:37,66 |
| 9.     | Jens Nordqvist och Thomas Ohlsson (SWE)         | 1:39,92 |